# 吴玉良 (1952年)
吴玉良（1952年4月—），男，河北高碑店人，中华人民共和国政治人物。中共中央党校研究生学历。中共第十六、十七、十八届中央纪律检查委员会委员。2004年1月，被增选为中纪委常务委员；2007年11月起，兼任中纪委秘书长、新闻发言人；2011年1月，被增补为第十七届中纪委副书记。后连任第十八届中纪委副书记。现任中国纪检监察协会会长。

## 生平
吴玉良早年曾在内蒙古生产建设兵团当兵。1975年9月加入中国共产党。1976年，进入包头师范专科学校中文系学习；毕业后，被分配到国家建工总局二公司任职。1981年，调入中纪委工作；历任研究室干部、副处长、处长，研究室副主任；1993年，参与筹组监察部下属事业单位—— 中国方正出版社，任社长、兼总编辑；1998年，回到中纪委，升任研究室主任。
2002年，在中共十六大上，吴玉良当选中纪委委员；次年，出任中纪委副秘书长、兼研究室主任；2004年1月，在第十六届中纪委第三次全体会议上，被增补为中纪委常委；2007年12月，在中共十七大后，吴玉良连任中纪委常委、同时兼任中纪委秘书长、新闻发言人；2011年1月11日，在第十七届中央纪委第六次全会上，被增补为中纪委副书记；同年6月起，不再兼任中纪委秘书长、新闻发言人。2012年11月，在中共十八大上，吴玉良第三次当选中纪委委员；并连任中纪委副书记。
2018年1月，当选第十三届全国政协委员。2018年2月24日，当选为第十三届全国人大代表。2018年3月，任全国人民代表大会监察和司法委员会主任委员。2018年6月，担任中央扫黑除恶第8督导组组长。2019年4月，担任中央扫黑除恶第16督导组组长。
2023年11月，当选中国纪检监察协会会长。